# Héctor Núñez
Héctor Núñez Bello (ur. 8 maja 1936, zm. 19 grudnia 2011) – piłkarz urugwajski noszący przydomek Pichón, napastnik (prawoskrzydłowy). Później trener.

## Piłkarz
Urodzony w Montevideo Núñez karierę piłkarską rozpoczął w 1954 roku w klubie Club Nacional de Football. Razem z klubem Nacional trzy razy z rzędu zdobył tytuł mistrza Urugwaju – w 1955, 1956 i 1957 roku.
Jako piłkarz klubu Nacional wziął udział w turnieju Copa América 1959, gdzie Urugwaj zajął przedostatnie, szóste miejsce. Núñez zagrał w czterech meczach – z Boliwią, Peru, Argentyną i Chile (tylko w drugiej połowie – w przerwie zmienił Eladio Beníteza).
Wkrótce po nieudanych mistrzostwach kontynentalnych Núñez wyemigrował do Europy, gdzie został piłkarzem hiszpańskiego klubu Valencia CF. Razem z klubem Valencia dwa razy z rzędu zwyciężył w Pucharze Miast Targowych – w 1962 i 1963 roku.
W Valencii grał do 1966 roku, po czym przeniósł się do klubu RCD Mallorca. Na koniec kariery piłkarskiej w latach 1966–1967 grał w klubie Levante Walencja.
Od 28 lipca 1957 roku do 2 kwietnia 1959 roku Núñez rozegrał w reprezentacji Urugwaju 7 meczów i nie zdobył żadnej bramki.

## Trener
Po zakończeniu kariery piłkarskiej Núñez został trenerem - w 1971 roku objął trenerską posadę w klubie Tenerife Santa Cruz, w którym pracował do 1973 roku. W latach 1975–1976 był trenerem klubu Real Valladolid, a w 1978 roku trenował drużynę klubu Atlético Madryt, skąd potem przeniósł się do klubu Granada CF.
W 1981 roku przeniósł się do Meksyku, gdzie do 1983 roku był trenerem klubu Tecos UAG Guadalajara. Po powrocie do Hiszpanii w 1984 roku krótki czas trenował klub Unión Las Palmas, po czym podjął pracę w klubie Rayo Vallecano, gdzie trenował pierwszy zespół do 1987 roku. W 1989 roku wrócił do ojczyzny i trenował Nacional, z którym wygrał Recopa Sudamericana i Copa Interamericana.
W 1992 roku był trenerem reprezentacji Kostaryki, w 1993 roku został trenerem Valencii, po czym w 1994 roku otrzymał posadę trenera reprezentacji Urugwaju w miejsce Ildo Maneiry. Podczas turnieju Copa América 1995 doprowadził Urugwaj do zwycięstwa, oznaczającego tytuł mistrza Ameryki Południowej. Kierowany przez Núñeza zespół odniósł 4 zwycięstwa (4:1 z Wenezuelą, 1:0 z Paragwajem, 2:1 z Boliwią i 2:0 z Kolumbią) oraz dwukrotnie zremisował (1:1 z Meksykiem i w finale 1:1 z Brazylią), zdobywając 11 bramek i tracąc 4 bramki. Ostateczny sukces ekipa Núñeza zawdzięczała lepiej wykonywanym rzutom karnym.
Drużyną narodową opiekował się do 1996 roku, kiedy to przekazał stanowisko w ręce Juana Ahuntchaina. W 2001 roku pracował w Arabii Saudyjskiej, w klubie An-Nassr.